# Finalen av världsmästerskapet i fotboll 1934
Finalen i Världsmästerskapet i fotboll 1934 spelades mellan Italien och Tjeckoslovakien. Italien vann med 2-1.
Finalen spelades på Stadio Nazionale PNF i Rom. Tjeckoslovakien tog ledningen efter 15 minuters spel genom Puč. De behöll dock ledningen i bara fem minuter innan Italien kvitterade genom Orsi. Inga fler gjordes i ordinarie speltid, och förlängning tvingades fram. Fem minuter in i förlängningen tog italienarna ledningen efter ett mål av Schiavio, och sedan stod sig resultatet och Italien vann titeln.

## Vägen till finalen
Resultaten står i favör till respektive nation.
| Italien     | Italien    | Omgång                 | Tjeckoslovakien | Tjeckoslovakien |
| ----------- | ---------- | ---------------------- | --------------- | --------------- |
| Motståndare | Resultat   |                        | Motståndare     | Resultat        |
| USA         | 7–1        | Åttondelsfinaler       | Rumänien        | 2–1             |
| Spanien     | 1–1 (e.f.) | Kvartsfinaler          | Schweiz         | 3–2             |
| Spanien     | 1–0        | Kvartsfinaler (omspel) |                 |                 |
| Österrike   | 1–0        | Semifinaler            | Tyskland        | 3–1             |

## Matchdetaljer
|              | 10 juni 1934 | Italien                               | 2 – 1 (e.fl.) | Tjeckoslovakien | Stadio Nazionale PNF, Rom                    |                                              |
| 17:00 (CEST) | 17:00 (CEST) | Raimundo Orsi 81′ Angelo Schiavio 95′ | Rapport       | 71′ Antonín Puč | Publik: 45 000 Domare: Ivan Eklind (Sverige) | Publik: 45 000 Domare: Ivan Eklind (Sverige) |
| 17:00 (CEST) | 17:00 (CEST) |                                       |               |                 | Publik: 45 000 Domare: Ivan Eklind (Sverige) | Publik: 45 000 Domare: Ivan Eklind (Sverige) |
| 17:00 (CEST) | 17:00 (CEST) |                                       |               |                 | Publik: 45 000 Domare: Ivan Eklind (Sverige) | Publik: 45 000 Domare: Ivan Eklind (Sverige) |

| Italien | Tjeckoslovakien |

| Italien:        |  |                          |
|                 |  |                          |
| Målvakt         |  | Gianpiero Combi (Kapten) |
| DF              |  | Eraldo Monzeglio         |
| DF              |  | Luigi Allemandi          |
| Mittfältare     |  | Attilio Ferraris         |
| Mittfältare     |  | Luis Monti               |
| Mittfältare     |  | Luigi Bertolini          |
| Forward         |  | Enrique Guaita           |
| Forward         |  | Giuseppe Meazza          |
| Forward         |  | Angelo Schiavio          |
| Forward         |  | Giovanni Ferrari         |
| Forward         |  | Raimundo Orsi            |
| Förbundskapten: |  |                          |
| Vittorio Pozzo  |  |                          |

| Tjeckoslovakien: |  |                    |
|                  |  |                    |
| Målvakt          |  | František Plánička |
| DF               |  | Josef Čtyřoký      |
| DF               |  | Ladislav Ženíšek   |
| Mittfältare      |  | Josef Košťálek     |
| Mittfältare      |  | Štefan Čambal      |
| Mittfältare      |  | Rudolf Krčil       |
| Forward          |  | František Junek    |
| Forward          |  | František Svoboda  |
| Forward          |  | Jiří Sobotka       |
| Forward          |  | Oldřich Nejedlý    |
| Forward          |  | Antonín Puč        |
| Förbundskapten:  |  |                    |
| Karel Petrů      |  |                    |

| Matchregler: - 90 minuter - Förlängning vid oavgjort |